# Alfred Allatson Turner
Alfred Allatson Turner (* 21. November 1826 in Calais, Frankreich; † 3. August 1895 in Wollongong, New South Wales, Australien) war ein französischstämmiger Entdeckungsreisender und öffentlich Bediensteter im frühen Australien.

## Frühes Leben
Alfred Turner war der Sohn von Leutnant Frederick Turner und seiner Frau Sarah, geborene Allatson. Am 5. März 1831 erreichte er mit seinen Eltern Perth. Um 1840, nach dem Tod seines  Vaters, zogen er und seine Mutter nach Sydney. Alfred Turner verbrachte später drei Jahre bei Lindenow, Gippsland, Victoria und sammelte Erfahrungen in der Landwirtschaft.

## Expedition
Gegen Ende des Jahres von 1846 kam Turner nach Sydney zurück, dort freundete er sich mit Edmund Kennedy an. Im folgenden Jahr war er während der Kennedy-Expedition zum Carpentariagolf sein Stellvertreter. Die Expedition verlief nicht reibungslos und sie bewegte sich zuerst nach Nordwesten und nicht in Richtung Südwesten. Als sie diesen Irrtum bemerkten, suchte Kennedy einen anderen Weg und ließ Turner und einen Teil der Mannschaft zurück. Die zurückbleibende Mannschaft hatte eine Woche lang kein Trinkwasser. Sie tranken ihren eigenen Urin, da sie ansonsten verdurstet wären. Im Februar 1848 kam die Expeditionsmannschaft wieder in Sydney an.

## Spätes Leben
Bis zum Mai 1848 blieb Turner arbeitslos, anschließend bekleidete er eine Positionen als Angestellter beim Colonial Secretary’s Department. Am 19. Juni 1850 heiratete er Maria Rebecca, geborene Smith. Weitere Anstellungen in verschiedenen öffentlichen Institutionen folgten, bis er am 1. Januar 1888 in Pension ging.